# Brocken
Brocken – najwyższy szczyt gór Harz w środkowych Niemczech o wysokości 1142 metrów n.p.m.
Brocken ma kształt kopulasty, zbudowany jest z granitów. Na szczycie znajduje się stacja meteorologiczna, ogród botaniczny (alpinarium) oraz stacja przekaźnikowa radiowa. Na zboczu, na wysokości około 860 metrów n.p.m. znajduje się źródło rzeki Bode. Od 1899 roku na szczyt dojeżdża turystyczna kolej wąskotorowa, z najwyżej położonym dworcem w Niemczech.
Pierwsze wejścia miały miejsce około 1460, lecz pierwszy o swym zdobyciu szczytu w 1572 poinformował lekarz ze Stolbergu Johannes Thal. Pierwszego zimowego wejścia dokonał w 1753 Christlob Mylius. Niektóre źródła błędnie podają, że pierwszym był Johann Wolfgang von Goethe w 1777. Po II wojnie światowej szczyt znajdował się w Niemieckiej Republice Demokratycznej, w strefie przygranicznej, i od lat 60. był niedostępny dla ludności, a na szczycie stacjonowała jednostka Armii Radzieckiej. Jeszcze w 2014 r. na podszczytowym torfowisku Rotes Bruch bardzo dobrze widoczna była wybetonowana przecinka – pozostałość granicy. Ponownie dla ruchu turystycznego szczyt został udostępniony od 1990 roku i od kolejnego roku wznowiono tam ruch kolei wąskotorowej.
Mitologia germańska wiąże z Brockenem cały szereg podań, m.in. o odbywających się tam w Noc Walpurgi sabatach czarownic.
Teren szczytu objęty jest Parkiem Narodowym Harzu.
Nazwy skał Brockenu (Henryk, Ilsenstein i Schnarcher) pojawiają się w Fauście von Goethego.
W 1780 na szczycie tej góry po raz pierwszy zaobserwowano zjawisko optyczne zwane „widmem Brockenu”.